# Wilhelm Sedlmeier

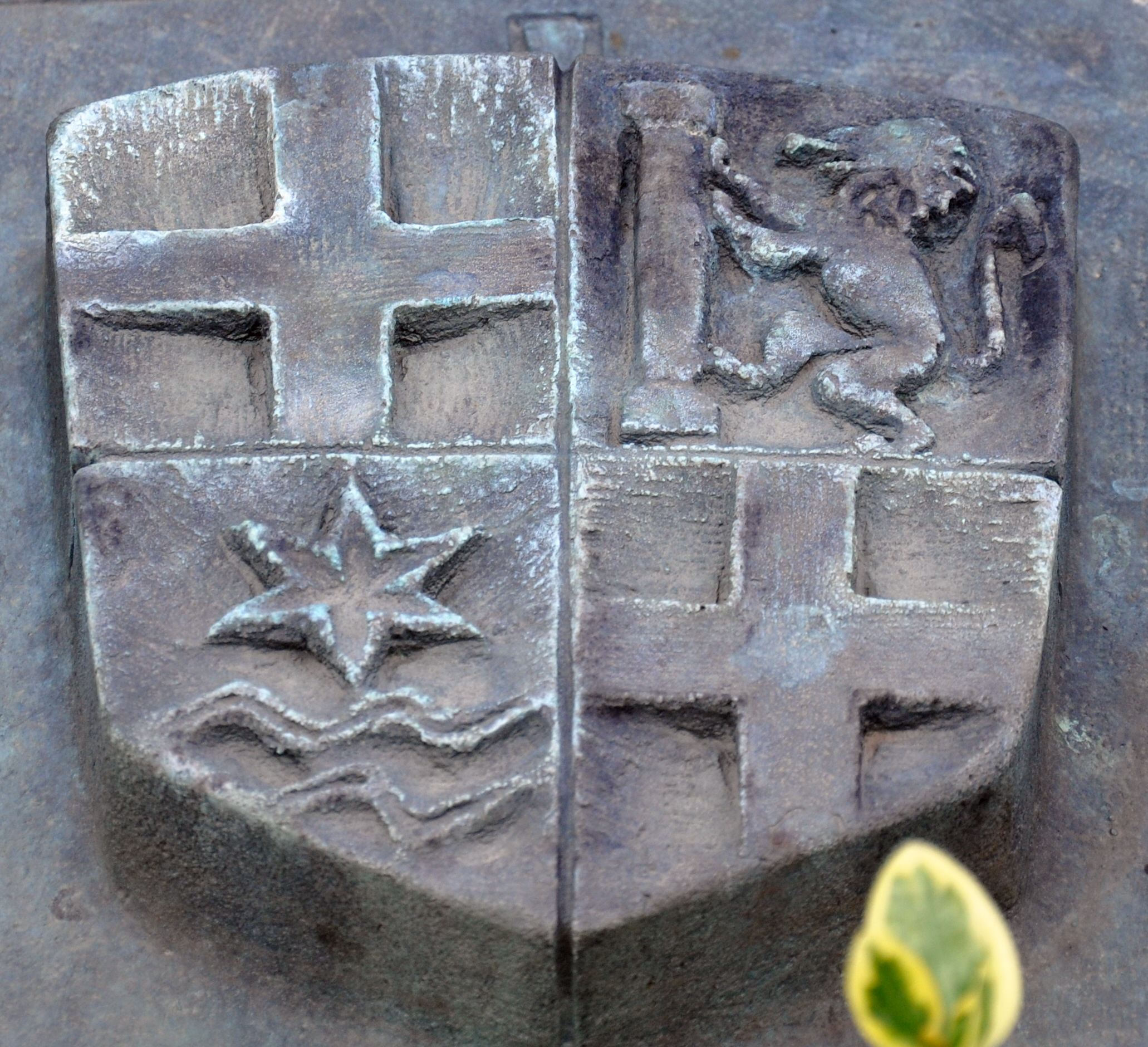
Wappen von Wilhelm Sedlmeier (an seinem Grab)

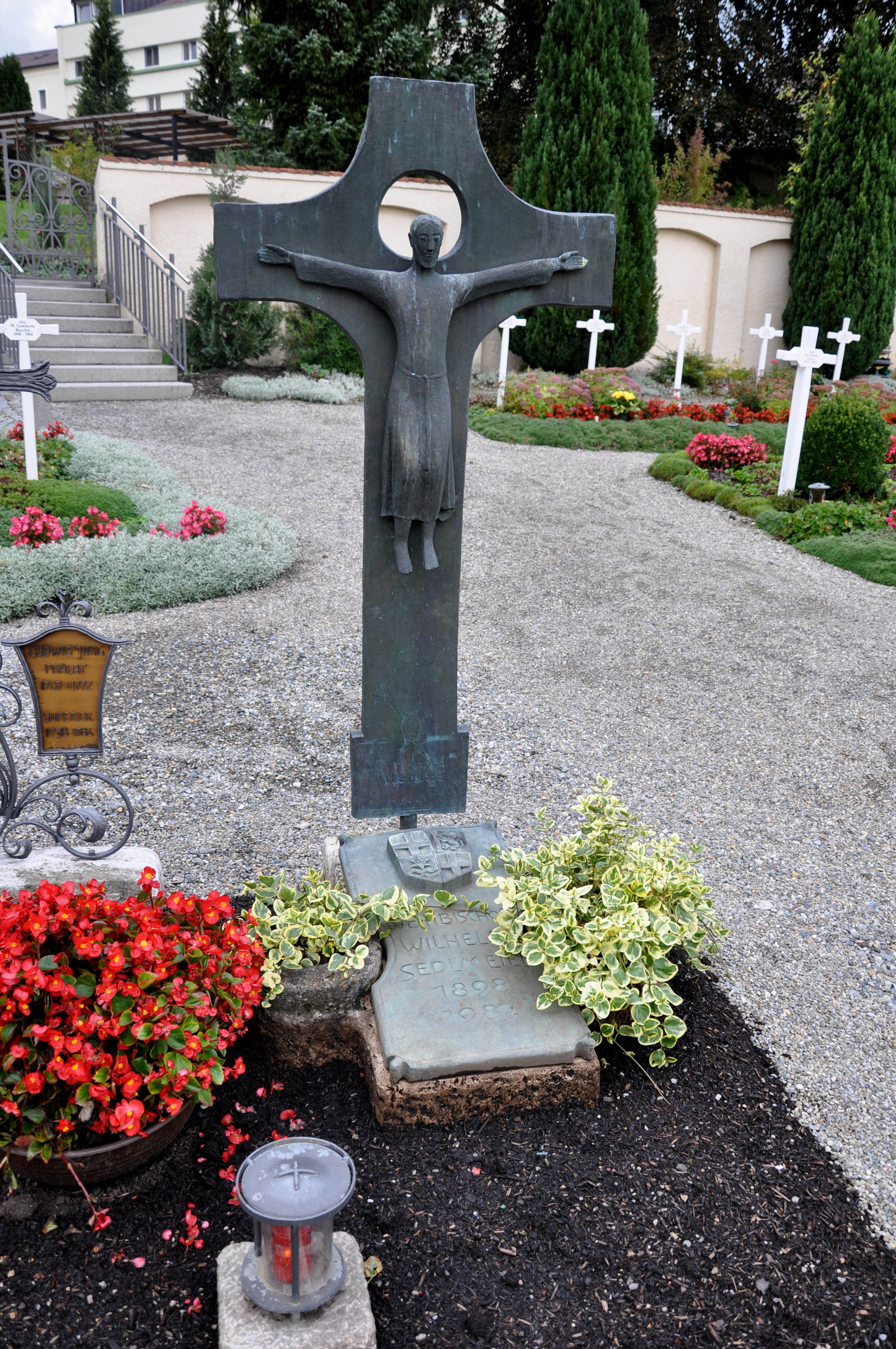
Grab von Wilhelm Sedlmeier in Reute

Wilhelm Sedlmeier (* 28. April 1898 in Friedrichshafen; † 24. Februar 1987 in Ravensburg) war ein deutscher Geistlicher und Weihbischof im Bistum Rottenburg-Stuttgart.

## Leben
Sedlmeier, Sohn aus einem Beamtenhaushalt, empfing am 5. April 1924 in Rottenburg am Neckar die Priesterweihe. Nach seiner Promotion war er Kaplan der Katholischen Aktion. Er wurde zum Päpstliche Geheimkämmerer (Monsignore) ernannt. Von 1934 bis 1939 war er Direktor des Wilhelmsstifts. 1939 wurde er Rottenburger Domkapitular. Er zählte zu den engsten Vertrauensleuten des Bischofs Joannes Baptista Sproll, eines erklärten Gegners des nationalsozialistischen Regimes. Nach dem Ausscheiden von Domkapitular Kaim am 1. Juli 1941 wurde er zum Referenten für kirchenpolitische Angelegenheiten ernannt und geriet immer wieder mit der Gestapo Stuttgart aneinander.
Am 7. Februar 1953 ernannte ihn Papst Pius XII. zum Titularbischof von Aulona und zum Weihbischof in Rottenburg (später Rottenburg-Stuttgart). Am 25. März 1953 spendete ihm Bischof Carl Joseph Leiprecht die Bischofsweihe. Mitkonsekratoren waren die Weihbischöfe Eugen Seiterich aus Freiburg und Franz Joseph Fischer aus Rottenburg.
Wilhelm Sedlmeier war Mitinitiator des Ellwanger Kreises, eines Diskussionsforums christlicher Politiker im Nachkriegsdeutschland.
Sedlmeier war wie der Rottenburger Bischof Carl Joseph Leiprecht Konzilsvater aller vier Sitzungsperioden des Zweiten Vatikanischen Konzils.
Nach seinem Tod 1987 wurde er auf dem Klosterfriedhof von Kloster Reute bei Bad Waldsee beigesetzt.